# 酸素バランス
酸素バランス（さんそバランス）とは、火薬や爆薬の組成が完全に酸化されるために必要な酸素原子が、火薬の組成中に元々含まれているかどうかを見る指標である。ある火薬が爆発して、反応した場合の火薬類単位重量当たりの酸素の重量の過不足量を酸素バランスという。火薬や爆薬の組成中に、火薬を完全に酸化するよりも多い酸素原子が含まれていれば酸素バランスはプラス、少なければ酸素バランスはマイナス、同じであれば酸素バランスはゼロと表現される。なお、酸素バランスを変えるために、爆発させるのに必要な成分以外の物質を、予め爆薬に混合しておくことがある。

## 酸素バランスと汚染の関係
爆薬が爆発した後に残るガスは二酸化炭素(CO2)、窒素(N2)、水(H2O)になっていることが安全の上では理想である。しかし、例えばトリニトロトルエンなどは炭素に対して酸素が足りないため、爆発すると人体に有害な一酸化炭素や遊離炭素が発生する。
このような有害なガスの発生は発破作業を行う作業者や周囲の人間が危険であるため、発破を行う場合には酸素が余るように、トリニトロトルエンに硝酸アンモニウムなどの酸化剤を混ぜるなどしてトリニトロトルエンの酸素の不足分を補い、一酸化炭素が発生しないように酸素バランスの適正化をはかる。
火薬学では酸素が余るように配合するように指導している。
酸素が余る状態を「酸素バランスがプラスになっている」と表現する。逆に一酸化炭素などが発生する状態を「後ガス(あとガス)が悪い」と言う。
発破作業などでは作業者の安全を重視するため酸素バランスの適正化を行うが、軍隊などでは逆に爆薬の威力が低下する混ぜ物を嫌うため後ガスの悪い爆薬を使用する。このため、大量の爆薬が消費される演習地などでは環境汚染が発生している。

## 計算方法
火薬類100g当たりの酸素バランスを計算するには以下の式を用いる。
{\displaystyle OB\%={\frac {-1600}{\rm {Mol.~wt.~of~compound}}}\times (2X+(Y/2)+M-Z)}
ここで、X=火薬中の炭素原子数、Y=火薬中の水素原子数、Z=火薬中の酸素原子数、M=火薬中の金属原子数（金属酸化物が生成される）
トリニトロトルエン, TNT（C7H5N3O6）の例
- X = 7 (TNT中の炭素原子数)
- Y = 5 (TNT中の水素原子数)
- Z = 6 (TNT中の酸素原子数)
- M = 0 (TNT中の金属原子数)
- Mol. wt. of compound =  227.1 (TNTの分子量)
- OB% = 酸素バランス

{\displaystyle OB\%={\frac {-1600}{227.1}}\times (14+2.5-6)}
酸素バランス=（-1600÷227.1）×（14+2.5-6）
OB% = -73.97 [%]
トリニトロトルエンの酸素バランスは-73.97%となる。
計算結果がマイナスなのでトリニトロトルエンが爆発すると後ガスが悪いことが分かる。

## 酸素バランスの一覧
酸素バランスがマイナスになる材料
- トリニトロトルエン（-73.97%）
- トリメチレントリニトロアミン(-21.6%）
- シクロテトラメチレンテトラニトラミン (-21.6%）
- トリアミノトリニトロベンゼン (-55.8%）
- アルミニウム粉（-89.0%）
- 硫黄（-100%）
- 炭素（-137.0%）

酸素バランスがプラスになる材料
- 硝酸アンモニウム（+20.0%）
- 過塩素酸アンモニウム塩（+34.0%）
- 過塩素酸カリウム（+46.0%）
- 塩素酸ナトリウム（+45.0%）
- 硝酸ナトリウム（+47.2%）
- ニトログリセリン（+3.5%）
- 硝酸カリウム（+39.2%）

酸素バランスがゼロである材料
- ニトログリコール
- ヘキサニトロベンゼン
- オクタニトロキュバン